# Tipula (Lunatipula) tateyamae
Tipula (Lunatipula) tateyamae is een tweevleugelige uit de familie langpootmuggen (Tipulidae). De soort komt voor in het Palearctisch gebied.